# Encephalartos caffer
Encephalartos caffer — вид голонасінних рослин класу саговникоподібні (Cycadopsida).
Етимологія: від регіону Caffrara Східної Капської провінції.

## Опис
Стовбур 0,3–0,4 м заввишки, 20–25 см діаметром. Листки завдовжки 50–100 см, темно-зелені, напівглянсові; хребет зелений, прямий, жорсткий; черешок прямий, без колючок. Листові фрагменти ланцетні; середні — 8–10 см завдовжки, шириною 10 мм. Пилкові шишки 1, вузькояйцевиді, жовті, 20–30 см завдовжки, 7–12 см діаметром. Насіннєві шишки 1, яйцевиді, жовті, довжиною 30 см, 15 см діаметром. Насіння довгасте, саркотеста червона.

## Поширення, екологія
Країни поширення: ПАР (Східна Капська провінція, Квазулу-Наталь). Записаний від 300 до 700 м над рівнем моря. Цей вид, як правило, росте на луках, але також може бути в заростях, коли луки не спалюються часто. Часто зустрічається серед скель.

## Загрози та охорона
Середовище проживання деякою мірою під загрозою в результаті очищення для сільськогосподарських цілей. Загрозою також є надмірне збирання для декоративних цілей. Росте в англ. Brooklands Cycad Reserve, Oribi Gorge Nature Reserve. 